# Borggarden
Borggarden (norwegisch für Burghof) ist ein breites und vereistes Tal von 16 km Länge im ostantarktischen Königin-Maud-Land. Im nordwestlichen Teil des Borg-Massivs liegt es zwischen den Bergen Borga und Veten.
Norwegische Kartografen, die auch die deskriptive Benennung vornahmen, kartierten das Tal anhand von Vermessungen und Luftaufnahmen der Norwegisch-Britisch-Schwedischen Antarktisexpedition (1949–1952).